# عبد رب الرسول سياف
عبد رب الرسول سياف رئيس الاتحاد الإسلامي الأفغاني، من مواليد مدينة بغمان بولاية كابول سنة 1944م. كانت التسمية الأولى لسياف هي عبد الرسول وهو اسم ينتشر بين الأفغان، لكنه عندما درس في مصر واختلط بالعرب تدارك الأمر وعدل اسمه إلى عبد رب الرسول سياف. حصل سياف على درجة الماجستير في الحديث الشريف من جامعة الأزهر، بعد أن كان قد تخرج من كلية الشريعة من جامعة كابول أيام حكم الملك ظاهر شاه.
انضم سياف إلى الحركة الإسلامية مبكرا تعرف على فكر جماعة الإخوان المسلمين ثم صار بعد الغزو السوفياتي لأفغانستان من ألمع قادة المجاهدين وأشهرهم خاصة في العالم العربي لما تمتع به من طلاقة لسان في اللغة العربية. احتفظ بتنظيم الاتحاد الإسلامي بعد أن كان هذا الاسم يشمل جميع تنظيمات الجهاد التي دخلت في اتحاد عام عام 1983، ثم مالبث أن انفض ليخلفه بعد ذلك اتحاد آخر لكنه ظل هشا إلى أن دخل المجاهدون إلى كابول بعد سقوط الحكومة الشيوعية هناك عام 1992.
شارك سياف في الحرب الأهلية بعد دخول المجاهدين إلى كابول حيث قام ولعدة سنوات بخوض معارك مع حزب وحدت الشيعي خاصة في غرب العاصمة كابول، ثم انضم إلى صفوف تحالف الشمال عندما سيطرت حركة طالبان على أغلب مناطق أفغانستان. وبعد سقوط طالبان عاد سياف إلى منطقته بغمان قرب كابول وظل يشارك بفعالية في الحراك السياسي الأفغاني وكان له دور بارز في تذليل الخلافات بين الفرقاء في اجتماعات اللوياجرغا التي انبثق عنها الدستور الأفغاني في بداية عام 2004.
يقول سياف إنه لايسعى إلى أي منصب حكومي تنفيذي، ولهذا حرص على الترشح للبرلمان الأفغاني وصار نائبا فيه، لكنه فشل في الحصول على منصب رئيس البرلمان، فكان المنصب من نصيب يونس قانوني.

## وصلات خارجية
لقائاته علي قناة الجزيرة
- برنامج لقاء اليوم:
- عبد رب الرسول سياف.. الحكومة الانتقالية الأفغانية، 12 ديسمبر 2001م
- برنامج تحت المجهر:
- استراحة المحارب، 10 أكتوبر 2001م
- برنامج بلا حدود:
- مستقبل أفغانستان بعد انتصار تحالف الشمال، 21 نوفمبر 2001م